# LeStream
LeStream est une Web TV française créée le 8 mars 2017 et fermée le 31 mai 2023 par la société Webedia. La Web TV est diffusée sur Twitch, une plateforme spécialisée dans le streaming de jeu vidéo, jusqu'au 31 mai 2023. Elle comptabilise plus de 84 millions de vues.

## Historique
LeStream est lancé le 8 mars 2017 par les Youtubeurs Squeezie et Cyprien,, aidés par le YouTubeur Mickalow. L'équipe de lancement comprend une douzaine de vidéastes populaires sur le Web cumulant une audience de 22 millions de spectateurs,.
L'émission de lancement, baptisée Le Prime, bat le record d'audience pour une émission en français diffusée sur Twitch, le précédent record ayant été obtenu par la Web TV O'Gaming en 2015,. L'émission génère un million de vues et attire 150 000 spectateurs en simultané.
En juillet 2017, deux mois après son lancement, LeStream apparaît pour la première fois dans le classement mensuel des sites consacrés aux jeux vidéo réalisé par l'Agence française pour le jeu vidéo, à la 35e place,.
En mai 2019, la Web TV fusionne avec une autre chaîne du Groupe Webedia, la JVTV, une Web TV appartenant au site jeuxvideo.com.
En juin 2021, un homologue espagnol de la Web TV ouvre sous le nom de ElStream géré par Webedia en Espagne.[réf. nécessaire]
En août 2021, Mediapart épingle la web TV en affirmant dans un article que celle-ci est le lieu d'un « sexisme quotidien » et que ses programmes, rarement composés de femmes, s'apparentent souvent à un « boys’ club ».
En décembre 2022, la Web TV annonce la réduction drastique de ses programmes pour l’année 2023, en supprimant quelques émissions pour créer de nouvelles émissions sur ces cases.
En avril 2023 , Webedia annonce la fermeture de LeStream sur Twitch au 31 mai, justifiant cette décision par le coût du projet jugé trop élevé, que celui-ci n'est plus assez rentable (notamment à cause de la crise sanitaire du Covid-19), ou encore par le départ de plusieurs animateurs phares comme Squeezie ou Gotaga, qui avaient préféré se consacrer à leur propre chaîne. Certains programmes devraient subsister sur les canaux Twitch de chaque animateur.
LeStream ferme définitivement le 31 mai 2023, après 6 ans de services.

## Programmes
Cette section ne s'appuie pas, ou pas assez, sur des sources secondaires ou tertiaires indépendantes du sujet.

Pour l'améliorer, ajoutez-en, ou placez des modèles {{Source secondaire souhaitée}} ou {{Source secondaire nécessaire}} sur les passages mal sourcés. (septembre 2022)
LeStream était une chaîne à destination des 15-35 ans, principalement axée autour du jeu vidéo et du talk-show. Elle diffusait ses programmes en direct dès 12:00 et proposait des rediffusions des émissions de la journée à partir de 22:30 jusqu'à la reprise du direct le lendemain.
La chaîne diffusait une émission depuis son lancement, intitulée Le Prime, un talk-show occasionnel généraliste diffusé le mercredi et réunissant tous les animateurs de la chaîne.
Son émission phare intitulée Le Récap était diffusée quotidiennement du lundi au vendredi et était présentée par Maxildan accompagné de Xari et Sundae ainsi que des chroniqueurs intermittents.
LeStream retransmettait également en direct certaines compétitions d'eSport de grande envergure. Par exemple, la Paris Games Week en novembre 2017, ou le Barrière eSport Tour en mars 2018 lequel a remporté de gros succès d'audience avec 540 000 téléspectateurs pendant les 4 heures d'émission et 136 000 spectateurs en simultané à son pic.
En mai 2019, à la suite de la fusion entre LeStream et JVTV (jeuxvideo.com), de nouvelles personnes rejoignent l'équipe et de nouveaux programmes font leur apparition[source secondaire souhaitée].

## Audiences
Cette section ne s'appuie pas, ou pas assez, sur des sources secondaires ou tertiaires indépendantes du sujet.

Pour l'améliorer, ajoutez-en, ou placez des modèles {{Source secondaire souhaitée}} ou {{Source secondaire nécessaire}} sur les passages mal sourcés. (septembre 2022)
- Si vous ne connaissez pas le sujet, laissez ce bandeau (vous pouvez alors contacter les auteurs).
- Si vous supprimez le contenu mis en cause (vous pouvez préalablement contacter les auteurs),

argumentez précisément cette suppression dans la page de discussion
(un manque de référence n'est pas un argument ; une recherche réelle de référence doit avoir été effectuée, être formellement documentée).

### 20 meilleures audiences de la chaine
| Classement | Date              | Programme                                 | Catégorie             | Spectateurs |
| ---------- | ----------------- | ----------------------------------------- | --------------------- | ----------- |
| 1          | 8 mars 2017       | Le Prime                                  | Talk Shows & Podcasts | 145 205     |
| 2          | 3 mars 2018       | LeStream Show Barrière                    | Fortnite              | 135 289     |
| 3          | 17 février 2021   | Mario Kart All-Stars                      | Mario Kart 8 Deluxe   | 60 033      |
| 4          | 1er novembre 2019 | Blizzcon 2019                             | Special Events        | 49 330      |
| 5          | 12 décembre 2018  | Le Grand Quiz : 2ème édition              | Talk Shows & Podcasts | 47 917      |
| 6          | 9 juin 2019       | E3 2019                                   | Special Events        | 41 785      |
| 7          | 11 juin 2020      | Find Your Next Game : Conférence PS5      | Special Events        | 40 318      |
| 8          | 22 février 2020   | Barrière Speedrun Show                    | Special Events        | 40 306      |
| 9          | 16 septembre 2020 | Live Event : Conférence PS5               | Special Events        | 39 758      |
| 10         | 1er novembre 2021 | Le Récap : Spécial Débrief du Zevent 2021 | Talk Shows & Podcasts | 39 418      |
| 11         | 6 juillet 2019    | Le Grand Quiz Barrière                    | Special Events        | 39 233      |
| 12         | 19 octobre 2020   | Le Récap : Spécial Débrief du Zevent 2020 | Talk Shows & Podcasts | 33 541      |
| 13         | 10 avril 2019     | Cérémonie Des Sels D'Or                   | Special Events        | 32 733      |
| 14         | 5 avril 2017      | Programme Inconnu                         | Talk Shows & Podcasts | 32 636      |
| 15         | 14 octobre 2020   | Le Grand Quiz avec Quick                  | Special Events        | 31 750      |
| 16         | 9 mars 2017       | Le Récap : Présentation Des Programmes    | Talk Shows & Podcasts | 31 112      |
| 17         | 10 mai 2017       | Programme Inconnu                         | Talk Shows & Podcasts | 30 636      |
| 18         | 16 mars 2022      | La Foire Du Stream                        | Circus Games          | 29 119      |
| 19         | 8 septembre 2021  | Mario Kart All-Stars 2                    | Mario Kart 8 Deluxe   | 28 133      |
| 20         | 14 janvier 2018   | Gotaga The 100                            | Fortnite              | 27 939      |

## Esport
La Team est créée le 14 mars 2018 avec une ambition de divertissement. Une première équipe LeStream pour Fortnite Battle Royale est annoncée avec Nameless en tant que coach, comprenant Jiraya, Zankioh, Skyyart et Xari[source secondaire nécessaire]. Ils diffusent leurs parties le mercredi de 16h30 à 18h30 ainsi que des parties en LAN party.
Le club LeStream Esport est créé le 15 octobre 2018 avec pour ambition de « rassembler parmi les plus prometteurs joueurs francophones sur des compétitions françaises et internationales ». Une seconde équipe est annoncée pour Fortnite Battle Royale constituée de Verrmax, Skite, Vato, TheVic, Blax et Ketzon, parrainée par l'un des joueurs professionnels de "La Team", Zankioh. Ils jouent et diffusent le week-end et pendant les LANs sur la WebTV LeStream.fr.
Le 29 novembre 2018, LeStream Esport sort une nouvelle équipe basée sur le jeu Tom Clancy's Rainbow Six: Siege avec korey, Hicks, Risze, Alphama et Aceez. Cette équipe se retire de la scène d'un commun accord entre LeStream et les joueurs le 30 juin 2019, pour plusieurs raisons internes à l'équipe[source secondaire nécessaire].
Le 19 février 2019, LeStream Esport annonce l'arrivée de quatre joueurs professionnels[pertinence contestée] sur le jeu Super Smash Bros. Ultimate : PEW, Ogey, Flow et Oryon.
En mai 2019, La Team disparaît à la suite de l'arrivée de Jeuxvideo.com sur LeStream[source secondaire nécessaire].
En 2020, LeStream Esport ferme à la suite d'une vague de départs,,.